# 柳普科·彼德洛维奇
柳普科·彼德洛维奇（Ljubomir "Ljupko" Petrović，1947年5月15日—），出生于前南斯拉夫塞黑地区，塞尔维亚职业足球教练、足球員，著名的「红星大帅」，在中国执教期间常被昵称为「老彼德」。

## 生平
彼德洛维奇早年主要效力于克罗地亚俱乐部奥西耶克，直至職業生涯晚期才到美國發展。及後他轉任教練，最佳成績乃於1991年带领南斯拉夫豪门球队贝尔格莱德红星获得国内联赛冠军和欧洲足坛最高荣誉的欧洲冠军杯冠军，故在塞尔维亚备受尊敬。
2000年来到中国，任上海申花主教练，获得甲A联赛亚军。2002年任北京国安主教练，获甲A联赛第三名。2003年再次中途接手北京现代，获得中国足协杯冠军，深受北京球迷爱戴，但随即因联赛成绩不佳，更是因为与领导层存在矛盾而下课。2004年重返红星队任主教练，在欧洲联盟杯上惨败，並对球员缺乏进取心不满而愤然辞职。此后彼德洛维奇曾担任保加利亚甲级球队PFC莱特克斯洛维奇主教练，2007年6月离开。
目前他执教于塞尔维亚球队伏伊伏丁那。

## 執教球隊榮譽
兹拉蒂博沃达斯巴达克 Spartak Subotica
- 南斯拉夫足球乙级联赛冠军：1987/1988

伏伊伏丁那 Vojvodina Novi Sad
- 南斯拉夫足球甲级联赛冠军：1988/1989

贝尔格莱德红星 Red Star Belgrade
- 南斯拉夫足球甲级联赛冠军：1990/1991
- 欧洲冠军联赛冠军：1990/1991
- 塞尔维亚足球超级联赛冠军：1995/1996 塞黑时期
- 塞尔维亚杯冠军：1994/1995, 1995/1996 塞黑时期

索菲亚列夫斯基 Levski Sofia
- 保加利亚足球甲级联赛冠军：2000/2001

北京国安 Beijing Guoan
- 中国足协杯冠军：2003

利特克斯 Litex Lovech
- 保加利亚杯冠军：2003/2004

## 个人荣誉
- 1991年欧洲冠军杯冠军球队贝尔格莱德红星主教练